# Ōta Nampo

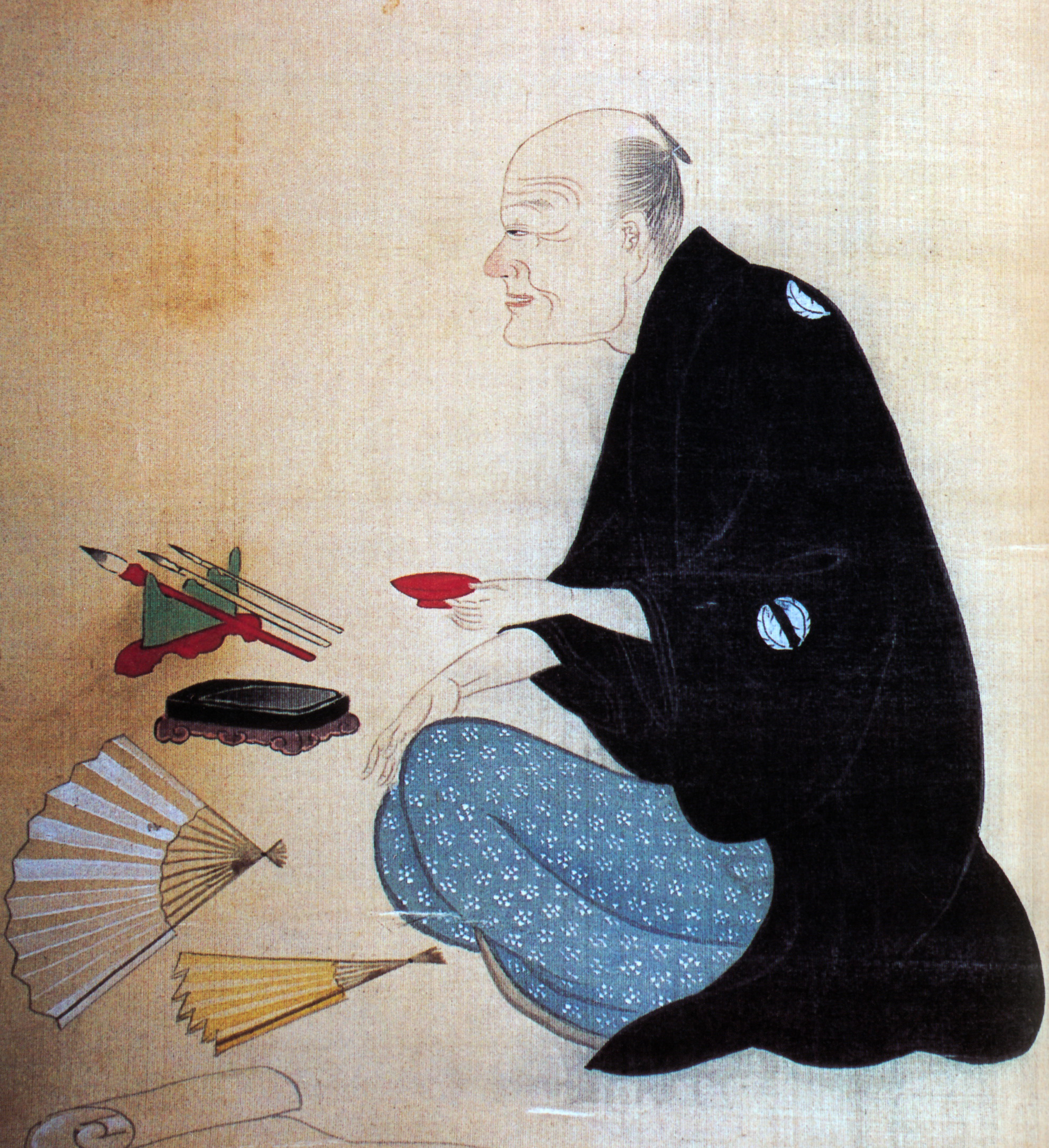
Ōta Nampo, Porträt von Chōbunsai Eishi

Ōta Nampo (jap. 大田 南畝, eigentlich: Ōta Chojiro, auch: Yomo no Akara, 四方赤, Neboke Sensei, Yomo Sanjin, Kyōkaen, Shihō Sanjin, Shokusanjin; * 19. April 1749 in Edo; † 16. Mai 1823) war ein japanischer Schriftsteller.
Nampo war gleich seinem Vater Beamter des Shōgunats und hatte Anstellungen in Osaka, Nagasaki und Edo. Obwohl ein einflussreicher Schriftsteller gehörte er nie zur literarischen Szene in Japan. 1777 debütierte er mit der Kanshi-Sammlung Neboke Sensei Bunshū (Doktor Schlafmützes Gedichte), in der sich bereits seine Gabe für komische Gedichte zeigt. Ermutigt von Karagoromo Kisshū veröffentlichte er 1779 die Sammlung Ameuri Dohei ga Den, mit der er eine Welle der Kyōshi-Dichtung in Japan auslöste. Endgültig etablierte er sich als Dichter  mit dem Band Manzei Kyōkashū (Eintausend Generationen Kyōka). Bekannt geblieben sind hingegen eher zwei späte Werke Nampos, der Gedichtband Shokusan Hyakushū (1818) und die Prosasammlung Ichiwa Ichigen (1820).